# Johnny Bredahl
Pour les articles homonymes, voir Bredahl.
Johnny Bredahl est un boxeur danois né le 27 août 1968 à Copenhague.

## Carrière
Médaillé de bronze aux championnats d'Europe de boxe amateur à Turin en 1987 dans la catégorie poids mouches, il passe professionnel en 1988 et devient champion d'Europe des poids coqs EBU en 1992. Bredahl s'empare ensuite de la ceinture de champion du monde des super-mouches WBO le 4 septembre 1992 aux dépens du mexicain Jose Quirino, ceinture qu'il défend 3 fois avant de la laisser vacante en 1994.
Battu par Wayne McCullough, champion WBC de la catégorie l'année suivante, il redevient champion d'Europe EBU des poids coqs entre 1996 et 1999 ; perd aux points en 2000 contre le champion WBO Paulie Ayala puis devient champion du monde des poids coqs WBA le 19 avril 2002 après sa victoire face à Eidy Moya par KO au 9e round. Le danois laisse à nouveau vacant son titre en 2004 après 3 défenses victorieuses et met un terme à sa carrière deux ans plus tard.